# Яришівська сільська рада (Тиврівський район)
| Яришівська сільська рада — колишній орган місцевого самоврядування у Тиврівському районі Вінницької області з адміністративним центром у с. Яришівка. Сільській раді підпорядковані населені пункти: - с. Яришівка - с. Лани - с. Студениця |

## Склад ради
Рада складається з 16 депутатів та голови.

## Керівний склад сільської ради
| ПІБ                     | Основні відомості                                                               | Дата обрання | Дата звільнення |
| ----------------------- | ------------------------------------------------------------------------------- | ------------ | --------------- |
| Пугач Ніна Вініамінівна | Сільський голова, 1950 року народження, освіта, позапартійна                    | 26.03.2006   | 31.10.2010      |
| Пугач Ніна Веніамінівна | Сільський голова, 1950 року народження, освіта середня спеціальна, позапартійна | 31.10.2010   |                 |

Примітка: таблиця складена за даними джерела